# Dagens Nyheter

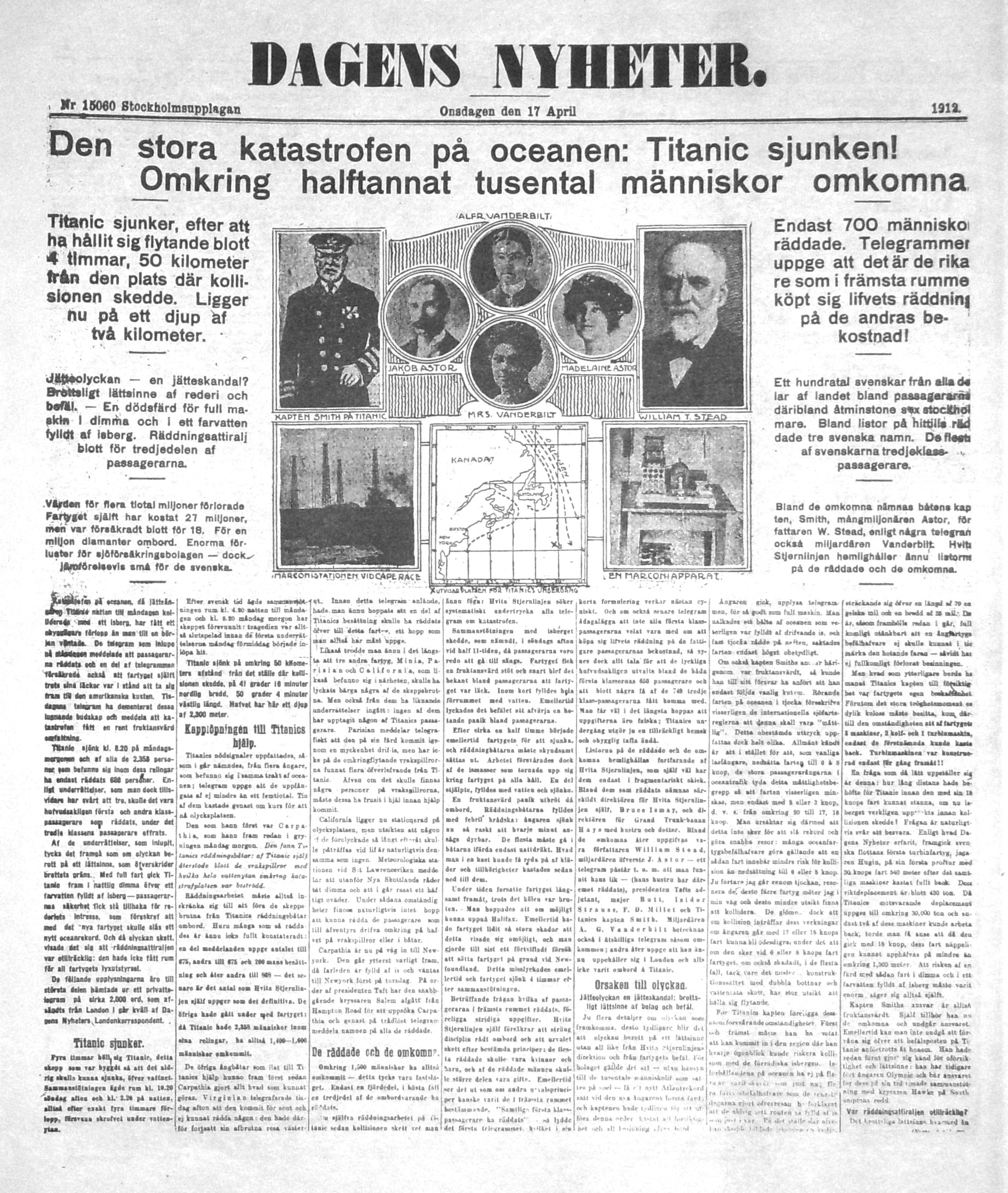
Un journal daté du 17 avril 1912

Dagens Nyheter  (DN) est un journal quotidien suédois au format tabloïd. Publié à Stockholm, il se veut un journal d'envergure nationale et internationale. Il est le journal du matin suédois le plus diffusé, et est généralement choisi par les intellectuels pour la publication de leurs tribunes. Sa ligne éditoriale est libérale.
Il a été créé en 1864 par Rudolf Wall, et est passé au format tabloïd le 5 octobre 2004.
Le Dagens Nyheter s'engage à la fin des années 1990 en faveur de la libéralisation du système de santé.
Le quotidien publie en novembre 2017 des témoignages de dix-huit femmes accusant Jean-Claude Arnault de viols et harcèlements sexuels. Proche du gotha des arts et des lettres suédois, et par ailleurs époux de l'académicienne Katarina Frostenson, ces révélations engendrent un scandale au sein de la branche littérature de la Fondation Nobel. Une série de démissions d'académiciens aboutit à un report du prix Nobel de littérature pour 2018.
En 1997, le quotidien publie une enquête qui démontre que le gouvernement Hansson III était au courant de l'origine de l'or pour payer le minerai de fer suédois durant la Seconde Guerre mondiale. Au total, il s'agit de 35 tonnes d'or confisquées aux victimes du nazisme.